# Kolppana
Kolppana (ryska Колпаны, Kolpany) är en by och före detta luthersk församling i Ingermanland nära staden Hatsina.  

## Historia
På 1600-talet utgjorde Kolppana Skvorits' sydligaste lutherska församling. Det var beläget väster om Deglinas församling, som sedan 1640-talet hade en egen kyrkoherde. 1753 blev Deglina, som då bytt namn till Spankkova, och Kolppana en gemensam församling och kejsaren Paul I lät bygga en stenkyrka i Kolppana. Denna stod klar 1802. 1860 bestod Kolppanas och Spankkova församlingar av cirka 1500 ingermanlandsfinnar. 1905 bestod församlingen av 4800 finländare och ett femtiotal estniska medlemmar. Åren 1863-1918 fanns finska lärarhögskolan i Kolppana. 
Under början av 1920-talet började Kolppana och Spankkova fungera som separata församlingar. Kyrktornet i Kolappana kyrka revs 1933 och kyrkan stängdes 1937. Under andra världskriget ockuperades Kolppana av tyska trupper och 1943 flyttades den finska befolkningen över till Finland.

## Kända personer från Kolppana
- Iisakki Lattu (1857–1932), skådespelare och författare